# Pierre-Armand Dufrénoy

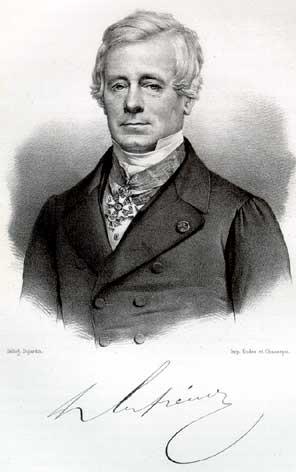
Armand Dufrénoy

Pierre-Armand Dufrénoy (właśc. Ours-Pierre-Armand Petit-Dufrénoy; ur. 5 września 1792 w Sevran (Sekwana-Saint-Denis), zm. 20 marca 1857 w Paryżu) – geolog i mineralog francuski, inżynier górniczy (od 1821), członek francuskiego Corps des mines (Korpus Inżynierów Górniczych).

## Życiorys
Był absolwentem paryskiej École polytechnique. Od 1826 r. wykładał mineralogię w paryskiej École des Ponts et Chaussées. Zaangażowany w 1835 r. na stanowisko profesora mineralogii słynnej Paryskiej Szkoły Górniczej (École nationale supérieure des mines de Paris), kierował nią następnie w latach 1848-1857. Od 1846 r. był generalnym inspektorem górniczym. W latach 1847–1857 kierował katedrą mineralogii w Muzeum Historii Naturalnej w Paryżu. Był współautorem (wraz z Léonce Élie de Beaumont) pierwszej mapy geologicznej Francji (wyd. 1841). Od 1840 r. członek Francuskiej Akademii Nauk (Académie des Sciences), od 1850 r. komandor Legii Honorowej. W 1843 r. odznaczony Medalem Wollastona.
Jego imię nosi ulica w 16. dzielnicy Paryża.